# Eugin
Eugin es un grupo de centros especializado en ayudar a mujeres y parejas que no pueden tener hijos, gracias a la Reproducción Humana Asistida. Desde su inauguración en 1998 en Barcelona, trata en España cada año a miles de pacientes de todo el mundo, con alrededor de 8.000 tratamientos anuales.
Homologado por el Ministerio de Sanidad de España y por la Generalidad de Cataluña, Eugin tiene su sede principal en Barcelona, donde cuenta con el centro de fertilidad y reproducción asistida más grande de Europa y un departamento específico de I+D. En España también ofrece sus servicios en Madrid y en los centros CIRH y FecunMed, que forman parte del grupo y están ubicados en Cataluña. En el mundo, está presente en Italia, Dinamarca, Suecia, Letonia, Argentina, Colombia, Brasil, Estados Unidos, Canadá y Portugal. El número de tratamientos anuales del conjunto del grupo es de 55.000. Hasta el momento, ha ayudado a traer 165.000 bebés al mundo.
El Grupo Eugin ha pasado recientemente a formar parte del grupo alemán de asistencia sanitaria de referencia, Fresenius Helios.

## Actividad
La actividad de Eugin se concentra en la asistencia a mujeres y parejas que tienen dificultades para tener hijos, e investiga en todos los aspectos de la ginecología y la reproducción. Para ello, dispone de la infraestructura y equipos necesarios para llevar a cabo todas las fases del estudio y tratamiento de la esterilidad e infertilidad desde un punto de vista multidisciplinar. Equipos de profesionales de diversos ámbitos (ginecólogos, embriólogos, nutricionistas, psicólogas, enfermeras, biólogos, investigadores, andrólogos…) trabajan de forma especializada, diseñan y desarrollan permanentemente protocolos clínicos y de laboratorio basados en los avances probados de la ciencia. Eugin dispone de un importante banco de óvulos, y es especialista en tratamientos de reproducción asistida con donación de estos gametos.

### Áreas de trabajo
- Reproducción humana
  - Estudio, diagnóstico y tratamiento de la esterilidad e infertilidad de la pareja.
  - Técnicas de Reproducción Asistida: Inseminación Artificial, Fecundación in Vitro, Ovodonación, Método ROPA, Diagnóstico Genético Preimplantacional, donación de óvulos, vitrificación de ovocitos.
- Ginecología
- Obstetricia
- Endometriosis y cirugía reproductiva
- Genética
- Nutrición
- Unidad transgénero
- Andrología

### Investigación
La investigación es un área clave para Eugin, ya que permite aplicar los últimos avances en el tratamiento a los pacientes. Por ello, además de la parte de investigación clínica (resultados directamente aplicables al día a día de las clínicas), Eugin apuesta por la investigación básica para seguir mejorando en nuestros tratamientos.
Gran parte de esta investigación se desarrolla en el laboratorio propio que tiene en el Parc Científic de Barcelona, centro de investigación adscrito a la Universidad de Barcelona. El laboratorio está especializado en biología celular y molecular de la reproducción, y centra su investigación en determinar las causas de la infertilidad.
Además, el equipo de ginecólogos y embriólogos de Eugin forma parte de las sociedades de fertilidad, entre ellas la Sociedad Europea de Reproducción Humana y Embriología (ESHRE) y la Sociedad Española de Fertilidad (SEF), y participa en los congresos más relevantes.
Entre las investigaciones de los últimos años más importantes salidas de los laboratorios de Eugin se encuentra un estudio publicado en la revista Human Reproduction que reveló que los óvulos de mujeres con COVID-19 no contenían el virus.
Asimismo, investigadores de Eugin han logrado desarrollar un algoritmo basado en inteligencia artificial que predice con exactitud la probabilidad de embarazo en mujeres que se someten a procesos de reproducción asistida. También han conseguido emplear la inteligencia artificial de manera para prescribir medicación con la misma precisión y fiabilidad que un médico.

### Divulgación
Eugin codirige con la Universidad Pompeu Fabra el Máster en Técnicas de Reproducción Asistida Humana y, a través de la Cátedra Eugin-UPF, promueve actividades que fomentan la divulgación de conocimientos sobre reproducción asistida a la población general y público especializado.
Gracias a estas acciones conjuntas, ambas instituciones generan conversación y debate en temas de actualidad y de interés en la sociedad relacionados con la investigación en reproducción en diferentes ámbitos como la repercusión psicológica del retraso de tener hijos; las principales causas de la infertilidad masculina; o la importancia de la medicina preventiva en la reducción de enfermedades genéticas graves.
Asimismo, Eugin organiza un evento bienal, el Congreso Internacional EBART (Evidence-based Assisted Reproduction Technology), con el propósito de reunir a expertos en reproducción asistida de todo el mundo y presentar novedades y conclusiones en materia de reproducción asistida. En las últimas ediciones, los expertos analizaron por qué seguir un estilo de vida saludable mejora las oportunidades de embarazo y debatieron acerca de cómo la salud reproductiva de mujeres y hombres puede predecir enfermedades futuras.

## Certificaciones de calidad
Los cinco centros de Eugin en España cuentan con la norma internacional ISO 9001 de calidad, que supone que todos los tratamientos y técnicas de reproducción asistida están avalados por sistema de gestión integrada de calidad que garantizan todos los procesos. También ostentan la norma ISO 14001 de gestión ambiental, que incide en las buenas prácticas de su actividad sobre el impacto ambiental. Asimismo, disponen de un sistema de gestión de la seguridad y la salud en el trabajo certificado por la norma ISO 45001, que fomenta un análisis continuo en materia de prevención de riesgos para el trabajador y el entorno. Por último, cuenta con el estándar ISO/IEC 27001:2013 de Sistema de Gestión de Seguridad de la Información.
En 2022 Eugin también ha conseguido para todos sus centros en España la norma UNE 179007, específica para los laboratorios de reproducción asistida y que redunda en el beneficio de la calidad y seguridad asistencial, así como del ejercicio profesional.
Además de lo anterior, Eugin fue pionero en España y uno de los primeros de Europa en implementar, en el año 2012, el sistema electrónico de doble seguridad IVF Witness, que se emplea para mantener controladas e identificadas en todo momento las muestras de óvulos, esperma y embriones a lo largo de todo el proceso de un tratamiento de reproducción asistida.